# Jeff Cunningham
Jeff Cunningham (Montego Bay, 21 augustus 1976) is een voetballer van Amerikaans-Jamaicaanse afkomst. Sinds het seizoen 2012 speelt hij bij CSD Comunicaciones, een club uit Guatemala. In 2006 en 2009 werd hij topscorer in de Major League Soccer.

## Erelijst
- Topscorer Major League Soccer

Winnaar: (2) 2006 (16), 2009 (17)